# Chorizagrotis flexilis
Chorizagrotis flexilis är en fjärilsart som beskrevs av Morris 1890. Chorizagrotis flexilis ingår i släktet Chorizagrotis och familjen nattflyn. Inga underarter finns listade i Catalogue of Life.